# IPhone 16
O iPhone 16 e o iPhone 16 Plus são smartphones lançados pela Apple como parte da décima oitava geração de iPhones, sucedendo o iPhone 15 e iPhone 15 Plus. Os dispositivos foram apresentados com os modelos de preço mais elevado, iPhone 16 Pro e iPhone 16 Pro Max, durante o evento da Apple realizado em 9 de setembro de 2024, no Apple Park, em Cupertino, Califórnia. As pré-encomendas estão programadas para começar em 13 de setembro de 2024.

## História
Os dispositivos foram apresentados durante um evento na segunda-feira, 9 de setembro de 2024, marcando a primeira vez que o lançamento de um iPhone foi anunciado numa segunda-feira.

## Estrutura

### Display
O iPhone 16 e o iPhone 16 Plus manterão os seus tamanhos de tela de 6,1 polegadas e 6,7 polegadas, respectivamente. Além disso, eles apresentarão uma proporção de aspecto um pouco mais alta, mudando de 16,5:9 (11:6) para 16,6:9 (83:45).

### Cores
O iPhone 16 e 16 Plus virão em cinco novas cores diferentes, incluindo: rosa, preto, ultramarino, azul-petróleo e branco.

### Hardware
O iPhone 16 será equipado com o novo chip A18, projetado especificamente para este dispositivo. O chip é otimizado para executar grandes modelos generativos e conta com um motor neural duas vezes mais rápido que o do seu antecessor.
O iPhone 16 incluirá uma nova câmera de 48 megapixels, oferecendo quatro vezes a resolução do iPhone 14. Também contará com uma nova câmera ultrawide, permitindo a captura de mais luz em situações de baixa luminosidade, além de foco automático.
Todos os modelos da linha iPhone 16 terão suporte para WiFi 7.

### Bateria do iPhone 16
O iPhone 16 foi aprimorado em termos de capacidade de bateria.

### Carcaça
A carcaça será composta por 85% de conteúdo reciclado.

## Software
O iPhone 16 também vem com o novo Apple Intelligence, uma nova linha de IA, ramificando-se da Siri, a assistente de IA da Apple. A Siri ficou melhor, com mais recursos.

## Especificações
O iPhone 16 e o iPhone 16 Plus terão um layout de câmera vertical, semelhante ao do iPhone 12, em vez do layout diagonal usado nos iPhone 13, iPhone 14 e iPhone 15. O preço inicial do iPhone 16 será de 799 dólares, enquanto o iPhone 16 Plus começará em 899 dólares. A porta USB Type-C será utilizada, embora com velocidades de transferência de dados USB 2.0 de até 480 Mb/s.